# Ніколо Реньєрі
Ніко́ло Реньє́рі (справжнє ім'я — англ. Nicolas Regnier, 1591, Мобеж — 1667, Венеція) — художник доби бароко, послідовник Караваджо. Малював картини на релігійні і міфологічні сюжети і портрети.

## Біографія
Точних відомостей про дату народження Реньєрі не збережено. До початку XXI століття дату народження позначали як бл. 1590 р. Фламандець за походженням. Художню освіту отримав в місті Антверпен у Абрахама Янсенса, одного з представників живопису ранішнього бароко у Фландрії.
Близько 1615 року Реньєрі в Римі. Серед приятелів художника — караваджисти Симон Вуе та Бартоломео Манфреді, послідовником якого його називав Юхим фон Зандрарт, який і сам працював в Римі. Деякий час Реньєрі був офіційним художником маркіза Вінченцо Джустініані (1564—1638), одного з перших меценатів Караваджо і колекціонера картин італійських і іноземних художників. У 1626 році перебрався в Венецію, де працював в майстерні Гвідо Каньяччі помічником. Жив і помер в Венеції.
У зв'язку з постійним життям і творчістю в Італії Ніколо Реньєрі вважають як представника художників Італії. В Італії у художника народилась донька, Клоринда Реньєрі. Шлюб з Клориндою узяв венеційський художник П'єтро делла Векья (1603—1678).

## Галерея

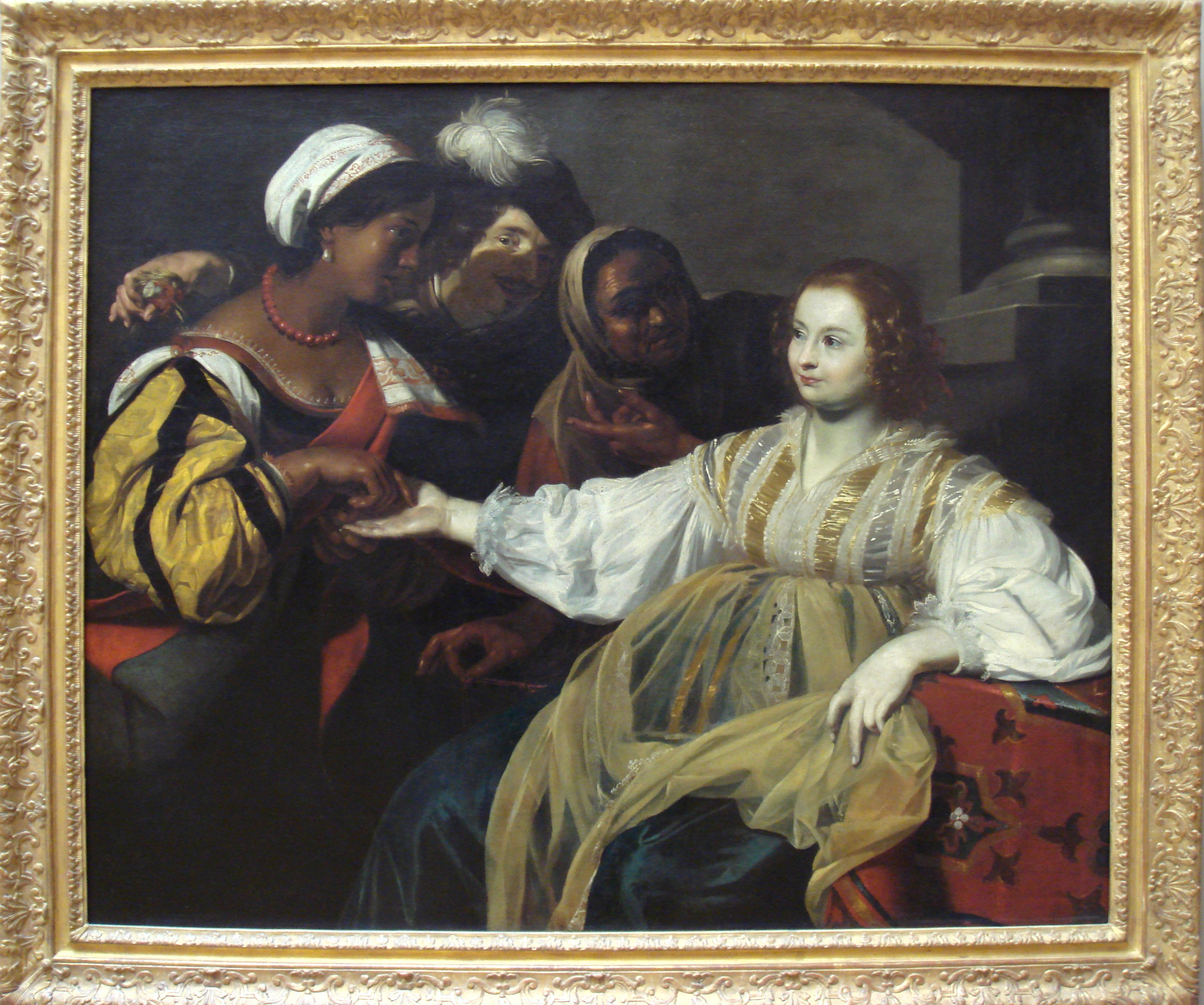
Гадалка, (La Diseuse de Bonne Aventure), 1626, Лувр, Париж
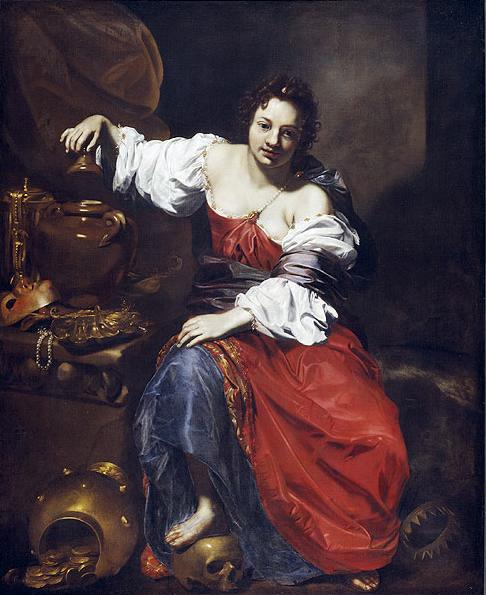
Алегорія марноти (Пандора з горщиком людських нещасть) , c. 1626

Реньєрі — майстерний, але дещо поверхневий художник, що засвоїв манери караваджистів Риму і вдало їх використовував. Мало самостійний в композиціях, бо брав добрі, але чужі композиційні схеми. Хоча його релігійним і міфологічним образам притаманні зовнішня привабливість і аристократизм («Святий Себастьян», Дрезден, «Аполлон», Ермітаж, Петербург). Все життя малював молодь(«Концерт», Рига, Латвія) або католицьких святих («Святий Себастьян», варіант в музеї Ермітаж, Петербург) занадто привабливими і чуттєво-сексуальними. Суворішим і позбавленим перебільшень бароко він постає в своїх портретних творах.

## Доля іноземних художників в Італії

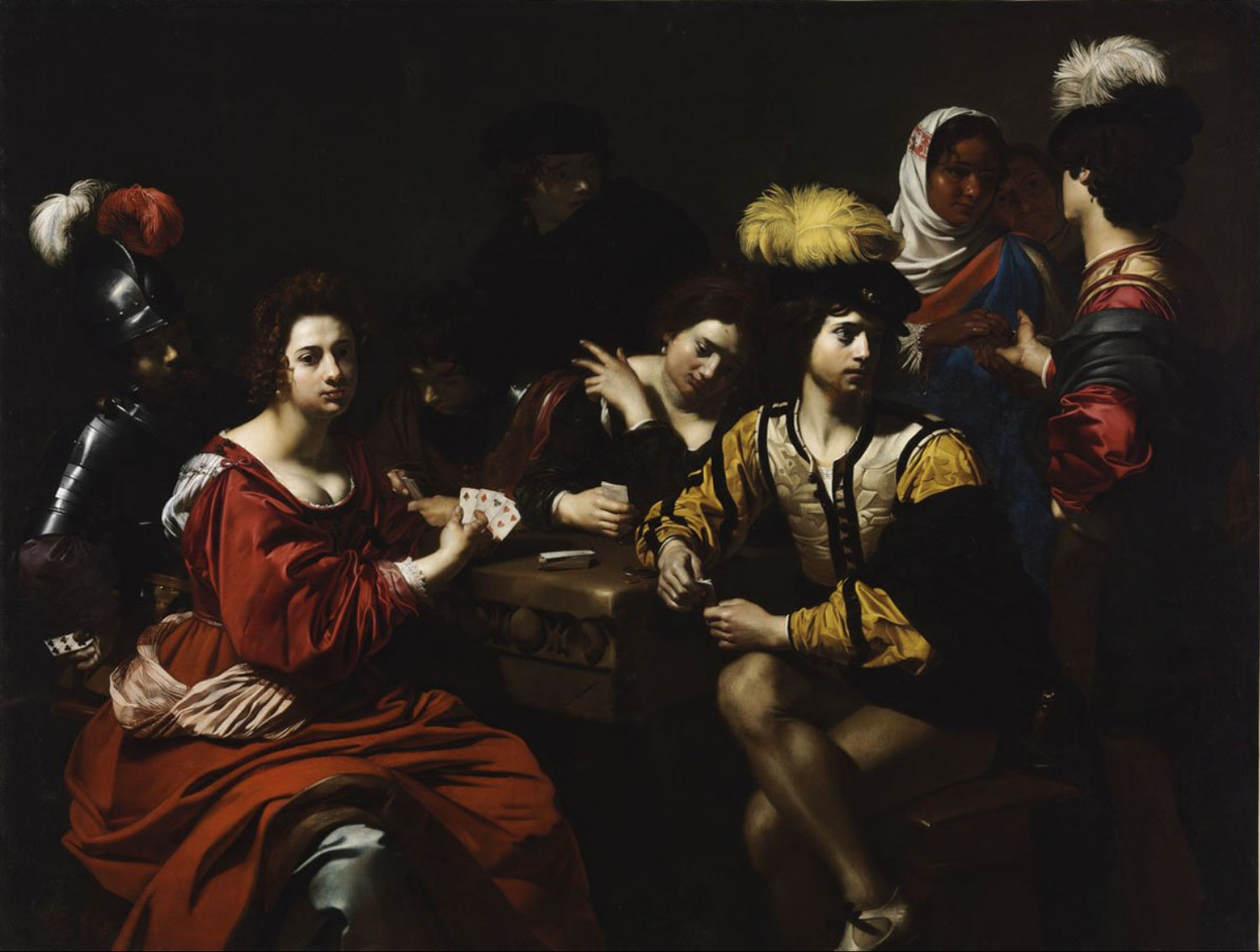
Ніколо Реньєрі. «Картярі і ворожка». Музей образотворчих мистецтв (Будапешт).

Вона була складною і досить непередбачуваною.
- Клод Лоррен дістався Італії в підлітковому віці і через незнання мови найнявся слугою в оселю художника-пейзажиста.
- Ніколо Реньєрі був змушений декілька разів переїжджати з одного мистецького центру до другого і працювати в майстернях майстрів, менш обдарованих за нього.
- Мікеле Дезублео, зведений брат Ніколо Реньєрі і теж художник, працював помічником в майстерні Гвідо Рені і все більше втрачав свою художню індивідуальність. Його дуже важко віднести до якоїсь одної художньої школи.
- Матіас Стомер, віднесений до утрехтських караваджистів, голландців, хоча все життя прожив в Італії. Його переїзд в консервативну Південну Італію дав змогу заробляти на життя, але художник канув в безвість після смерті. Ніяких відомостей про життя і більшість картин.

## Обрані твори Ніколо Реньєрі

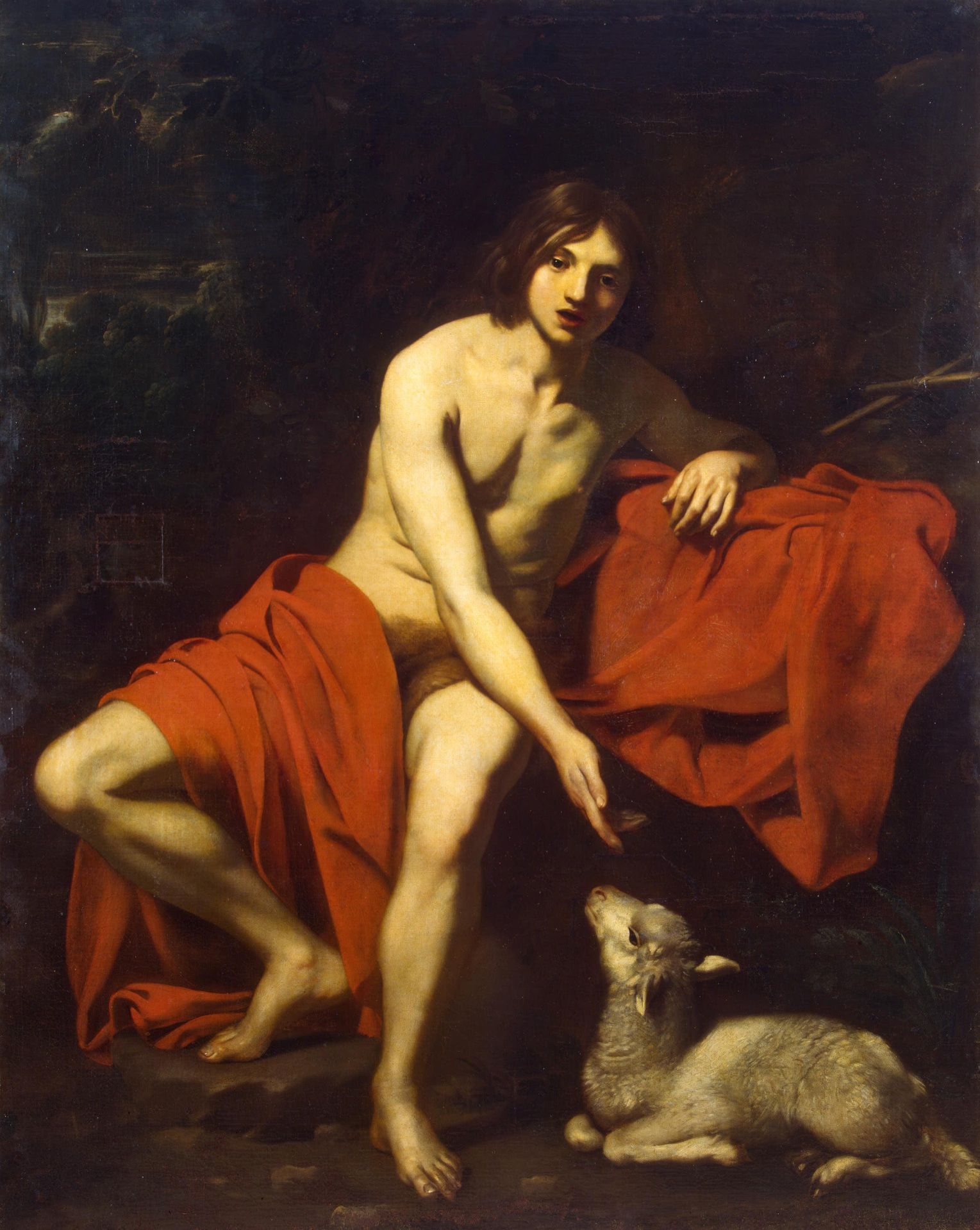
«Іван Хреститель в пустелі», Ермітаж, Санкт-Петербург
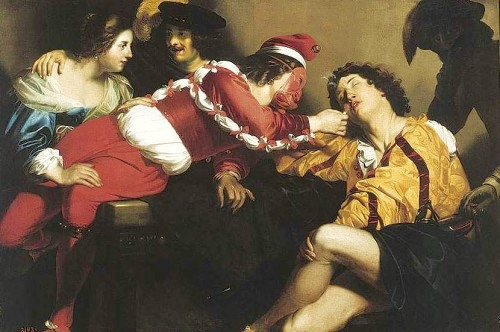
«Карнавал», Національний музей (Варшава)
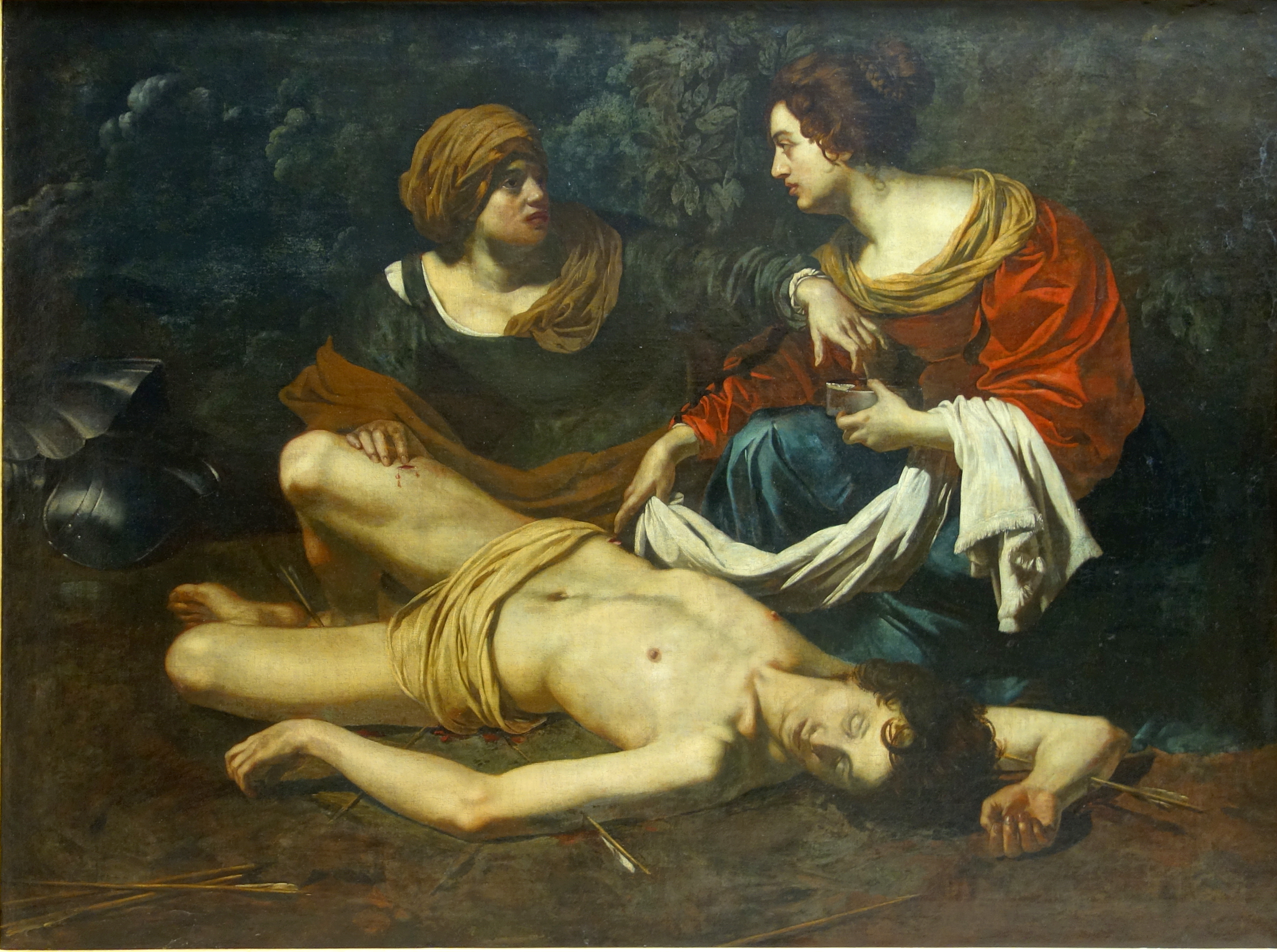
«Св. Ірина рятує Св. Себастьяна», Музей витончених мистецтв (Руан)
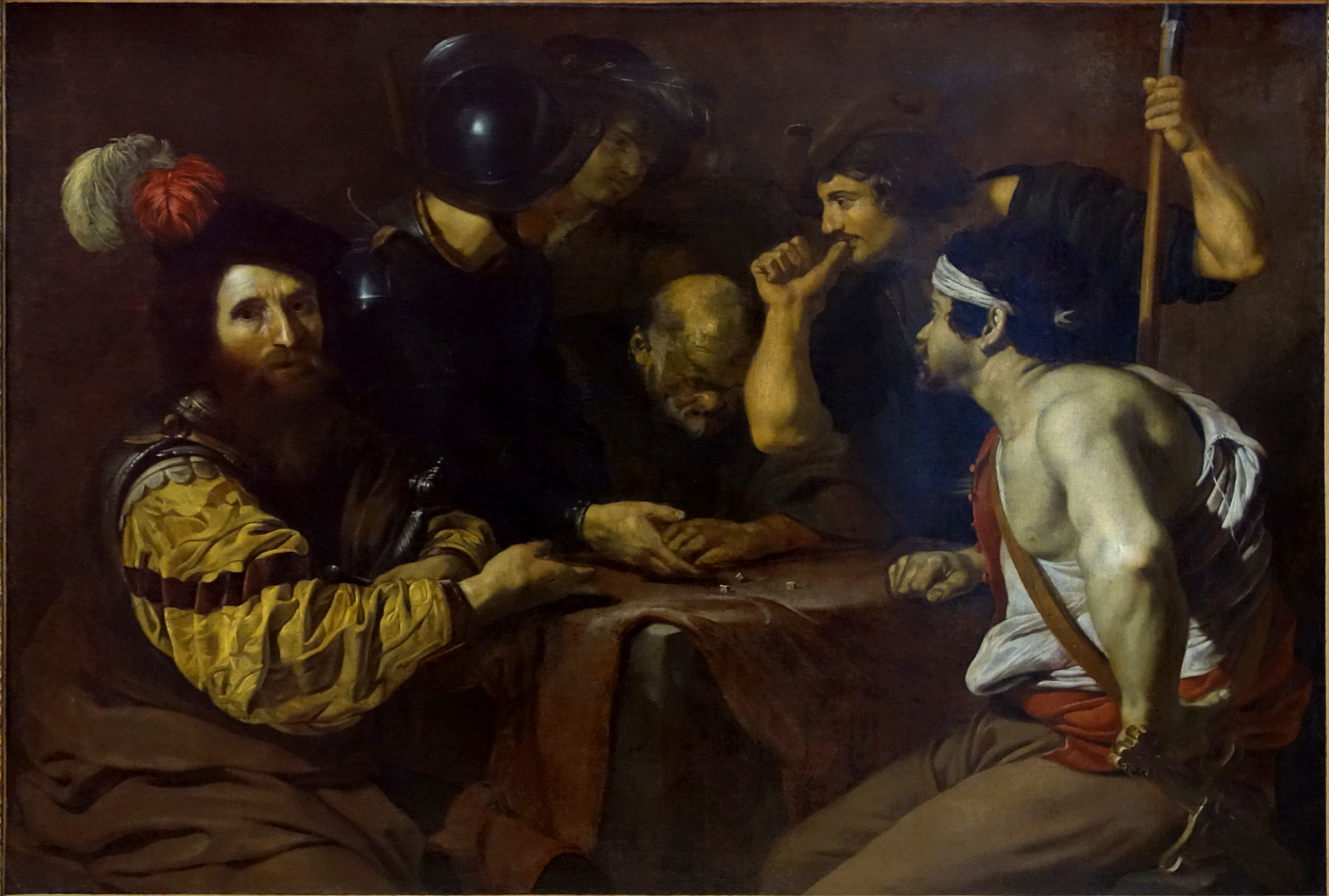
«Солдати, що програли христову туніку » Палац витончених мистецтв (Лілль)
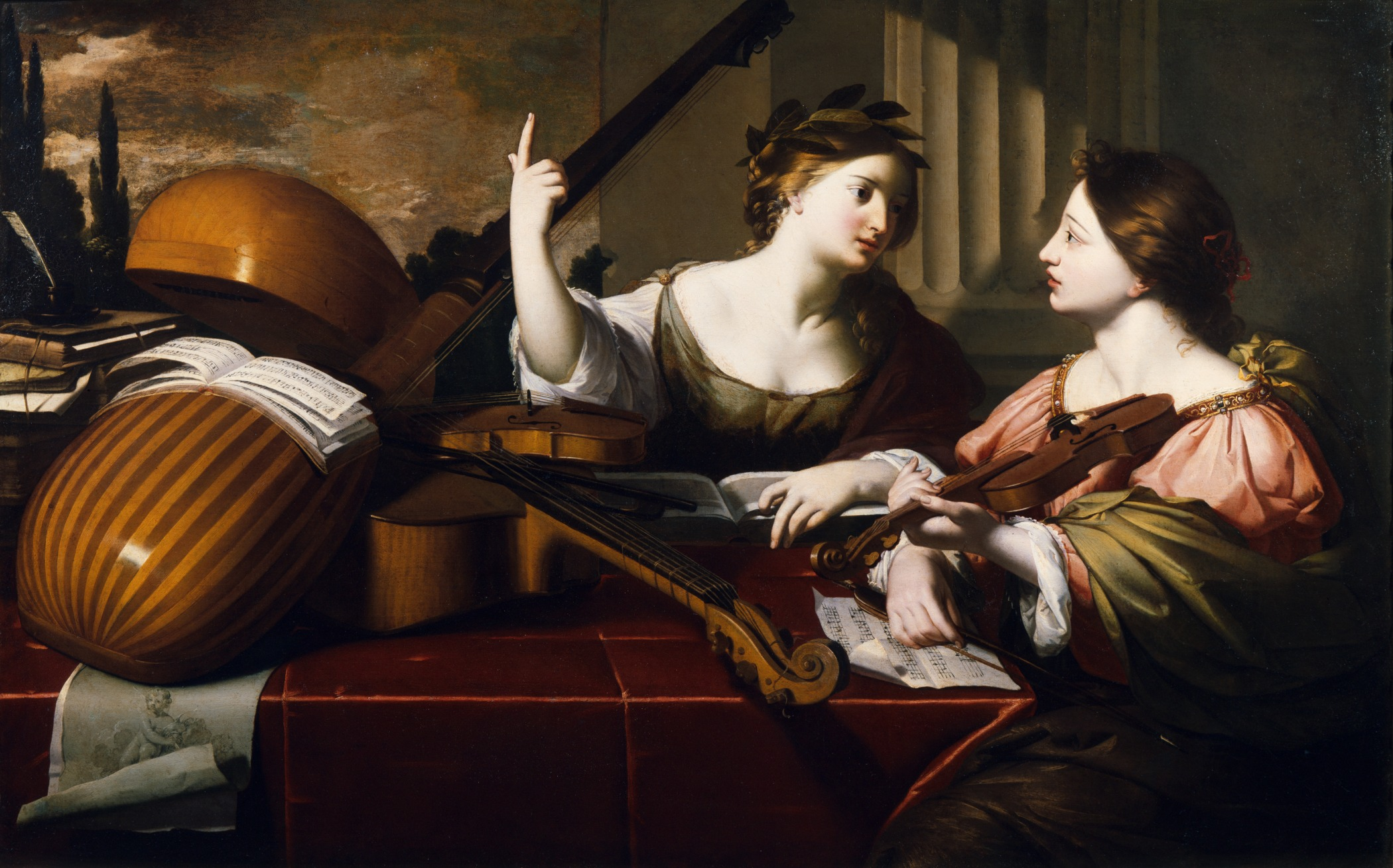
«Музику надихає Бог», Музей мистецтв округу Лос-Анжелес
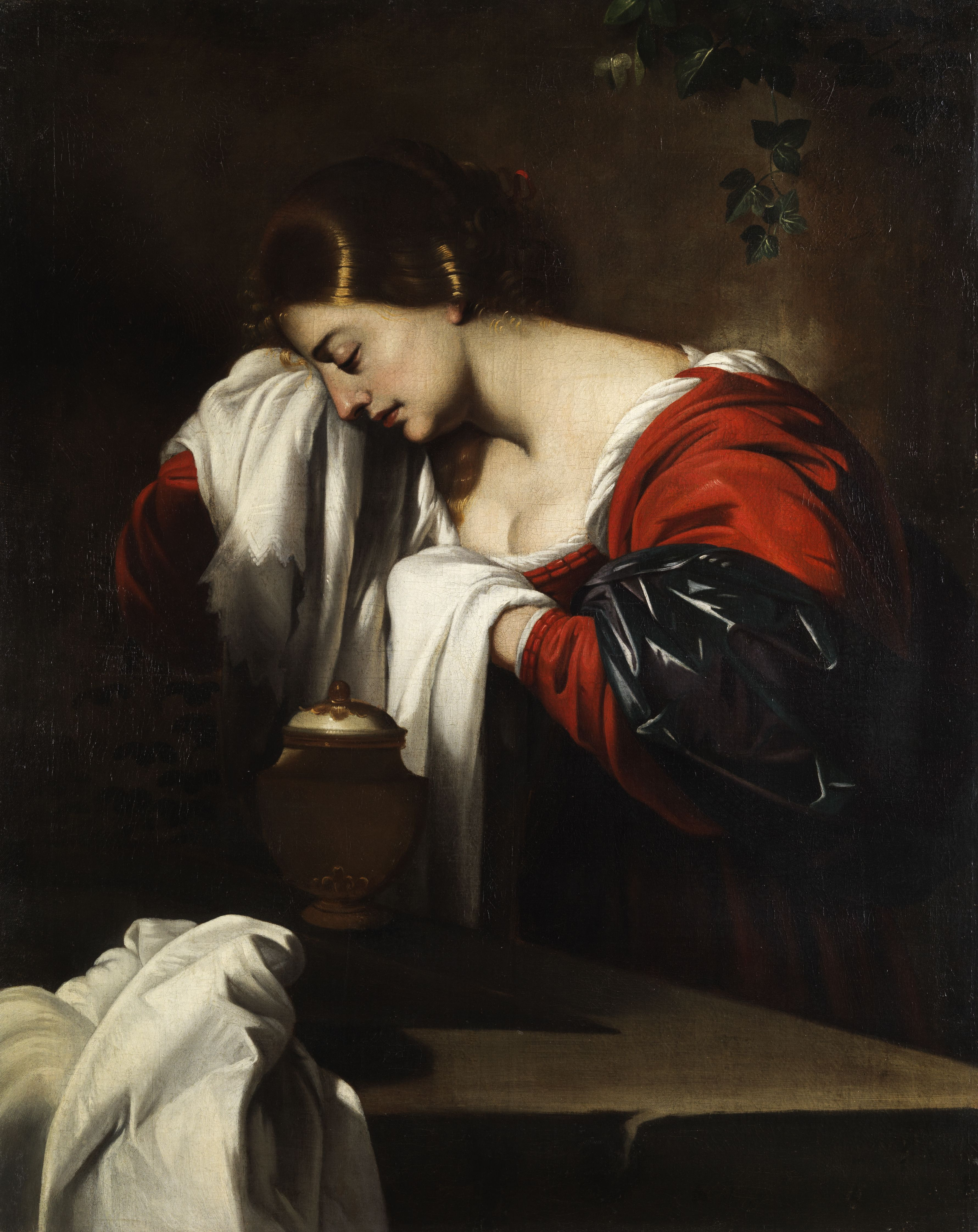
«Скорботна Марія Магдалина», приватна збірка

## Дивний натюрморт

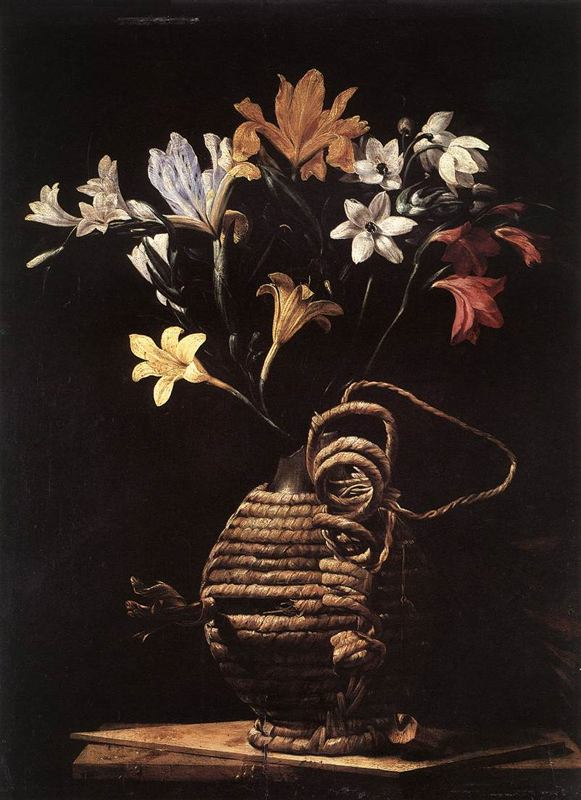
Квіти, майстерня Гвідо Каньяччі,. місто Форлі, міська пінакотека.

Суперечки викликає і дивний натюрморт «Квіти», що зберігає міська пінакотека Форлі. Він вийшов з майстерні Каньяччі, але схиблений Каньяччі погано відтворював речі і був занадто слабким в композиціях. Навпроти, його помічник і самостійний художник Ніколо Реньєрі якраз робив добрі композиції і мав пристрасть до яскравих кольорів і їх контрастів. До того ж, Реньєрі добре відтворював речі, а в його картині "Пандора" увесь низ полотна займає чудовий натюрморт. Згадаем, що фрукти і квіти в чужих картинах малював і сам Караваджо.  Але це квіти Караваджо, а не малообдарованого господаря майстерні, де вимушено працювали і Караваджо, і Ніколо Реньєрі.